# Kickflip

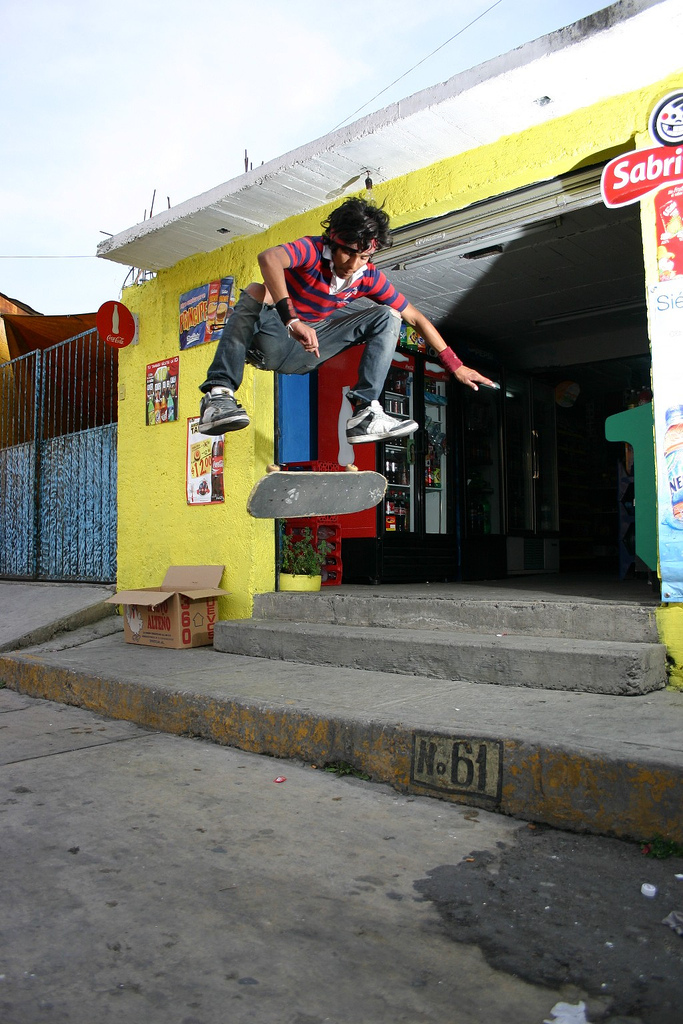
Uno skater mentre esegue un kickflip

Il kickflip (in origine magic flip, ollie flip, oppure ollie kickflip), anche noto semplicemente come flip, è un trick aereo flip della disciplina dello skateboard in cui lo skater dà un calcio alla sua tavola, facendole compiere un giro di 360 gradi lungo il suo asse maggiore. Il kickflip moderno è stato inventato da Rodney Mullen nel 1983.
L'esecuzione del kickflip è simile a quella dell'ollie: è necessario prima "poppare" (dall'inglese to pop, cioè esercitare pressione con il piede posteriore) il tail, ossia la "coda" dello skateboard. Quest'azione manderà in area lo skater insieme al proprio skateboard. All'inizio, il movimento effettuato è simile a quello di un ollie standard; tuttavia, il piede anteriore dovrà scorrere fino alla parte superiore della tavola, il che la farà ruotare. È inoltre necessario piegare verso l'alto le gambe, lasciando così ruotare liberamente lo skateboard, finché non si riterrà opportuno bloccarlo nella posizione corretta per l'atterraggio riabbassando i piedi. Il kickflip è diventato il trick principale della "nuova scuola" dello skateboard.

## Caratteristiche

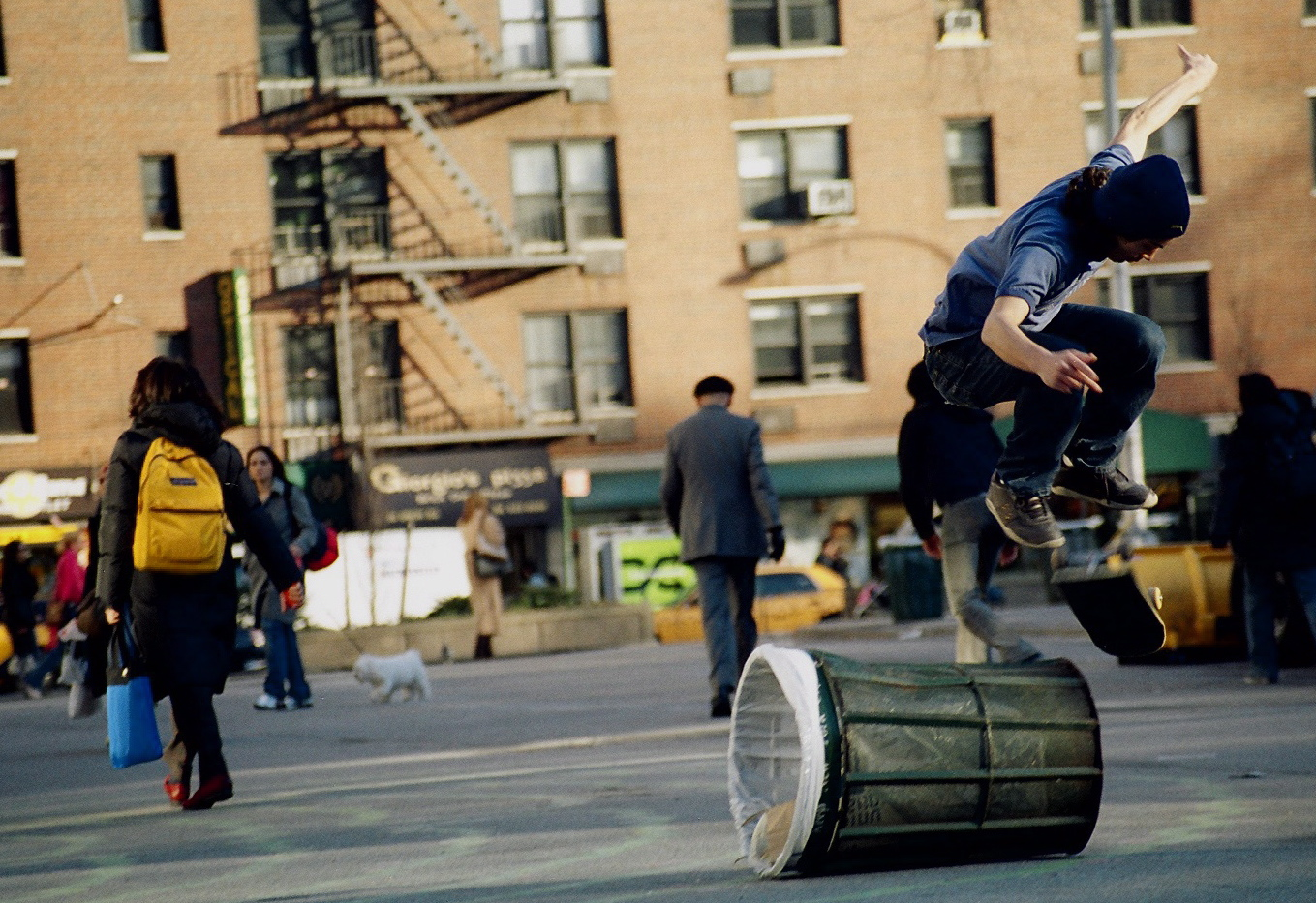
I kickflip possono essere eseguiti anche mentre si salta sopra ad un ostacolo.

Anche se il kickflip è simile all'ollie, non è una sua diretta variante. Per eseguire un kickflip standard, è necessario mettere il piede anteriore in posizione di sicurezza dietro i bulloni, con il tallone leggermente posizionato verso il bordo della tavola. Il tallone del piede posteriore, invece, si deve trovare sulla coda della tavola in posizione leggermente angolata.
Dopodiché si deve eseguire un pop, ossia far colpire sul pavimento il tail della tavola con il piede posteriore, saltando allo stesso tempo. A differenza dell'ollie, il piede anteriore deve scivolare diagonalmente, così da iniziare la rotazione dello skateboard. Una volta raggiunti i bulloni installati sul nose, bisogna scalciare. Le spalle devono sempre rimanere ben centrate sulla tavola.
Durante la rotazione dello skateboard, è importante togliere i piedi dalla traiettoria piegando le ginocchia, distendendole nuovamente per fermarla alla fine del flip. È considerato indice di un buon stile fermare la rotazione dello skate con i piedi mentre si è ancora in volo, piuttosto che utilizzare il contatto con il terreno per fermare la tavola.

### Variazioni

La prima fase della rotazione dello skate, subito dopo il cosiddetto kick

Esistono diverse variazioni del kickflip standard. Le più comuni sono:
- Heelflip: È simile al kickflip; l'unica differenza è che la tavola ruota nella direzione opposta. I due trick sembrano simili a un occhio inesperto, ma la tecnica per eseguire un heelflip è molto diversa.[9]
- Doppio kickflip: Un kickflip in cui tavola compie due giri prima di venir ripresa.[10]
- Triplo kickflip: Un kickflip in cui la tavola compie tre giri prima di venir ripresa.[11]
- Kickflip quadruplo (o quadflip): Un kickflip in cui la tavola compie quattro giri prima di venir ripresa.[12]
- Varial kickflip: Un kickflip in cui la tavola compie anche uno spin all'indietro di 180 gradi.[10]
- Hardflip: Un kickflip in cui la tavola compie anche uno spin in avanti di 180 gradi.[13]
- 360 kickflip (conosciuto anche come treflip): Quando la tavola compie uno spin di 360 gradi mentre gira.[14]
- Bigspin half-cab kickflip: Quando lo skater fa girare sia la tavola che il suo corpo di 180 gradi e atterra all'indietro. Può essere sia frontside che backside.[15]
- Kickflip indy: Variante dell'indy air in cui l'esecutore fa girare la tavola e la blocca con le mani invece che con i piedi. Venne fatto per la prima volta su una rampa vert, ma al giorno d'oggi è molto comune anche su rampe di lancio o altre superfici che diano una spinta sufficiente per rimanere in aria il tempo necessario.[16] È comune anche veder combinare il kickflip con altre prese oltre che con l'indy.

### Old-school kickflip
Negli anni settanta veniva eseguito un trick, chiamato anch'esso kickflip, che ha ben poco in comune con la versione moderna. Al giorno d'oggi viene solitamente chiamato old-school kickflip, ossia kickflip della "vecchia scuola", riferito allo stile di skateboard in voga all'epoca. Per eseguire un old-school kickflip, è necessario stare in piedi al centro di una tavola ferma o in movimento a bassa velocità, con i piedi giunti ed orientati perpendicolarmente allo skate. Successivamente si deve mettere un piede poco sotto il lato della tavola e saltare, alzando la tavola con le dita dei piedi. Questo movimento farà girare la tavola, che riatterrerà su tutte e quattro le ruote, rendendovi possibile l'atterraggio dell'esecutore.